# Првенство Јужне Америке у фудбалу 1963.
Првенство Јужне Америке 1963.  је било двадесет осмо издање овог такмичења, сада познатог по имену Копа Америка. Првенство се играло у Боливији од 10. до 31. марта 1963. године. На првенству је учествовало седам екипа. Боливија је први пут у историји освојила титулу шампиона. Друго место припало је Парагвају, а треће Аргентини. Карлос Алберто Рафо, репрезентативац Еквадора, био је најбољи стрелац шампионата са шест постигнутих голова.

## Учесници
На првенству Јужне Америке учествовало је седам репрезентација: домаћин Боливија, Перу, Бразил, Колумбија, Еквадор, Парагвај и Аргентина. Уругвај, Чиле и Венецуела нису учествовали на турниру. Примењен је Бергеров систем и шампион је био тим који је сакупио највећи број бодова.

1.  Аргентина

2.  Бразил

3.  Парагвај

4.  Перу

5.  Колумбија

6.  Боливија

7.  Еквадор

### Проблеми на турниру
Чиле није био позван због нерешених територијалних претензија са Боливијом (коришћење реке Лаука).
 Уругвај се повукао због неслагања око Ла Паза као места одигравања утакмица.
 Венецуела није се пријавила за учешће.
 Аргентина је послала свој Б тим на турнир због неслагања са избором Ла Паза као једног од два места одигравања турнира.
 Бразил као двоструки светски првак 1958 и 1962, је послао свој Б тим.
 Еквадор je одлучио је да пошаље свој тим у последњем тренутку, истичући међу својим редовима најбољег стрелца турнира Карлоса Рафу.

## Градови домаћини и стадиони
| Ла Паз            | Кочабамба         |
| ----------------- | ----------------- |
| Ернандо Силес     | Феликс Каприлес   |
| Капацитет: 51.000 | Капацитет: 36.000 |
|                   |                   |
| Ла ПазКочабамба   |                   |

## Табела
| Репрезентација | И | Д | Н | И | ДГ | ПГ | ГР | Бод. |
| -------------- | - | - | - | - | -- | -- | -- | ---- |
| Боливија       | 6 | 5 | 1 | 0 | 19 | 13 | +6 | 11   |
| Парагвај       | 6 | 4 | 1 | 1 | 13 | 7  | +6 | 9    |
| Аргентина      | 6 | 3 | 1 | 2 | 15 | 10 | +5 | 7    |
| Бразил         | 6 | 2 | 1 | 3 | 12 | 13 | −1 | 5    |
| Перу           | 6 | 2 | 1 | 3 | 8  | 11 | −3 | 5    |
| Еквадор        | 6 | 1 | 2 | 3 | 14 | 18 | −4 | 4    |
| Колумбија      | 6 | 0 | 1 | 5 | 10 | 19 | −9 | 1    |

## Утакмице
| Боливија                                           | 4–4 | Еквадор                                    |
| -------------------------------------------------- | --- | ------------------------------------------ |
| Лопез 16’ · Кастиљо 27’ · Алкосер 55’ · Камачо 80’ |     | Рафо 30’ · Рајмонди 44’, 50’ · Болањос 47’ |

| Аргентина                                     | 4–2 | Колумбија               |
| --------------------------------------------- | --- | ----------------------- |
| Зарате 3’, 90’ · Фернандез 11’ · Родригез 87’ |     | Кампиљо 4’ · Ацерос 37’ |

| Бразил     | 1–0 | Перу |
| ---------- | --- | ---- |
| Флавио 16’ |     |      |

| Перу                      | 2–1 | Аргентина  |
| ------------------------- | --- | ---------- |
| Тенемас 62’ · Гаљардо 76’ |     | Зарате 57’ |

| Парагвај                                   | 3–1 | Еквадор  |
| ------------------------------------------ | --- | -------- |
| Е. Зарате 11’ · Кабрера 57’ · Квињонез 82’ |     | Рафо 32’ |

| Бразил                                                          | 5–1 | Колумбија  |
| --------------------------------------------------------------- | --- | ---------- |
| Флавио 7’, 82’ · Марко Антонио 31’ · Освалдо 56’ · Фернандо 83’ |     | Гамбоа 85’ |

| Боливија         | 2–1 | Колумбија |
| ---------------- | --- | --------- |
| Алкосер 22’, 40’ |     | Ботеро 4’ |

| Перу                   | 2–1 | Еквадор  |
| ---------------------- | --- | -------- |
| Леон 34’ · Москера 43’ |     | Рафо 20’ |

| Парагвај                  | 2–0 | Бразил |
| ------------------------- | --- | ------ |
| Е. Зарате 17’ · Ајала 83’ |     |        |

| Парагвај                                    | 3–2 | Колумбија                |
| ------------------------------------------- | --- | ------------------------ |
| Е. Зарате 10’ · Арамбуло 50’ · Мартинез 89’ |     | Кампиљо 27’ · Гамбоа 82’ |

| Аргентина                          | 4–2 | Еквадор                   |
| ---------------------------------- | --- | ------------------------- |
| Савој 34’, 53’, 90’ · Родригез 58’ |     | Пинеда 32’ · Палациос 49’ |

| Боливија                               | 3–2 | Перу                   |
| -------------------------------------- | --- | ---------------------- |
| Камачо 14’ · Алкосер 49’ · Гарсија 57’ |     | Гаљардо 40’ · Леон 80’ |

| Перу        | 1–1 | Колумбија    |
| ----------- | --- | ------------ |
| Гаљардо 25’ |     | Гонзалез 33’ |

| Аргентина                            | 3–0 | Бразил |
| ------------------------------------ | --- | ------ |
| Родригез 3’ · Савој 33’ · Хуарез 86’ |     |        |

| Боливија                  | 2–0 | Парагвај |
| ------------------------- | --- | -------- |
| Кастиљо 17’ · Гарсија 88’ |     |          |

| Бразил          | 2–2 | Еквадор             |
| --------------- | --- | ------------------- |
| Освалдо 5’, 60’ |     | Азон 84’ · Рафо 90’ |

| Парагвај                                    | 4–1 | Перу        |
| ------------------------------------------- | --- | ----------- |
| Мартинез 5’, 25’ · Кабрера 45’ · Зарате 77’ |     | Гаљардо 70’ |

| Боливија                              | 3–2 | Аргентина         |
| ------------------------------------- | --- | ----------------- |
| Кастиљо 12’ · Блакут 32’ · Камачо 88’ |     | Родригез 27’, 34’ |

| Еквадор                                    | 4–3 | Колумбија                              |
| ------------------------------------------ | --- | -------------------------------------- |
| Рајмонди 30’ · Рафо 37’, 88’ · Болањос 53’ |     | Ацерос 46’ · Ботеро 68’ · Гонзалез 75’ |

| Аргентина  | 1–1 | Парагвај    |
| ---------- | --- | ----------- |
| Лаљана 58’ |     | Кабрера 33’ |

| Боливија                                                 | 5–4 | Бразил                                       |
| -------------------------------------------------------- | --- | -------------------------------------------- |
| Угарте 15’, 58’ · Камачо 25’ · Гарсија 62’ · Алкосер 86’ |     | М. Антонио 26’ · Силва 28’ · Флавио 63’, 66’ |

## Листа стрелаца
На овом првенству укупно 40 стрелаца је постигло 91 гол, најбољи стрелац је био Карлос Алберто Рафо са 6 постигнутих голова
6 голова
- Рафо

5 голова
- Родригез
- Алкосер
- Минуано

4 гола
- Савој
- Камачо
- Е. Зарате
- Гаљардо

3 гола
| - Р. Х. Зарате - А. Гарсија - Ф. Кастиљо | - Таурисано - Рајмонди | - Мартинез - Кабрера |

2 гола
| - Угарте - М. Антонио - Ботеро | - Кампиљо - Гамбоа - Ацерос | - Болањос - Леон |

1 гол
| - Хуарез - фернандез - Лаљана - Блакут - Лопез - Да Силва | - Консул - Ф. Гонзалез - Е. Гонзалез - Пинеда - Палациос - Азон | - Арамбуло - Квињонез - П. Ајала - тенемас - Москера |